# شيرمان وليامز
شيرمان وليامز (بالإنجليزية: Sherman Williams)‏ هو لاعب كرة قدم أمريكية أمريكي، ولد في 13 أغسطس 1973 في موبيل في الولايات المتحدة.

## وصلات خارجية
- شيرمان وليامز على موقع مرجع كرة القدم المحترفة.كوم (الإنجليزية)